# Els miserables (pel·lícula de 2012)
Els miserables (títol original: Les Misérables) és un musical cinematogràfic britànic de caràcter èpic de 2012 basat en la novel·la homònima de 1862 de Victor Hugo. La pel·lícula, dirigida per Tom Hooper i produïda per Working Title Films, és la primera adaptació cinematogràfica del musical del mateix nom. S'ha doblat al català.
Les Misérables va ser estrenada a Londres el 5 de desembre de 2012, i posteriorment, va ser distribuïda el 25 de desembre als Estats Units, el 26 de desembre a Austràlia i l'11 de gener de 2013 al Regne Unit.
La pel·lícula va rebre principalment ressenyes favorables amb molts comentaris elogiant el repartiment, especialment, les actuacions de Jackman, Anne Hathaway, Eddie Redmayne i Samantha Barks. La pel·lícula va guanyar el Globus d'Or a la millor pel·lícula musical o còmica, en Hugh Jackman el Globus d'Or al millor actor musical o còmic i Anne Hathaway el Globus d'Or a la millor actriu secundària. També va guanyar quatre premis BAFTA, entre ells el BAFTA a la millor actriu secundària per a Anne Hathaway. També va ser nominada en 8 categories dels Premis de l'Acadèmia, entre elles l'Oscar a la millor pel·lícula (el primer musical des que el 2002 Chicago va emportar-se l'estatueta) i a millor actor (Hugh Jackman), tanmateix, només en va aconseguir tres, l'Oscar al millor so, al millor maquillatge i a la millor actriu secundària (Hathaway).

## Argument
En 1815, el convicte Jean Valjean (Hugh Jackman) és posat en llibertat condicional pel guàrdia de la presó, Javert (Russell Crowe) després de complir una condemna de dinou anys per robar una fogassa de pa i nombrosos intents de fugida. Valjean és expulsat de tots els pobles, per la seva condició de llibertat condicional. El bisbe de Digne (Colm Wilkinson) li ofereix menjar i refugi, però Valjean roba la seva plata durant la nit. És capturat per les autoritats quan escapava, però el bisbe els diu que la plata la hi havia donat com un regal, assegurant l'alliberament de Valjean. Després d'això, el bisbe li diu a Valjean que ha de seguir el camí del bé. Per l'amabilitat del bisbe, Valjean trenca la seva llibertat condicional, i promet iniciar una nova vida sota una nova identitat.
Vuit anys més tard, el 1823 Valjean s'ha convertit en propietari d'una fàbrica i és  alcalde de Montreuil-sud-Mer. Fantine (Anne Hathaway), una de les seves treballadores, és acomiadada pel capatàs per culpa d'una de les seves companyes que va descobrir que Fantine li enviava diners a la seva filla il·legítima, Cosette (Isabelle Allen), que viu amb els poc escrupolosos Thénardiers (Helena Bonham Carter i Sacha Baron Cohen) i la filla d'aquests, Éponine (Natalya Wallace). En un intent desesperat per mantenir la seva filla, Fantine ven el seu pèl i les dents, arribant a ser una prostituta.
Ella és arrestada per Javert després d'atacar a un client abusiu, però és salvada per Valjean, que la porta a l'hospital. Més tard, Valjean s'assabenta que un home està arrestat, ja que el confonen amb ell. Ell no pot acceptar que un home innocent sigui condemnat en el seu lloc, Valjean revela la seva identitat a la cort abans de tornar a l'hospital, on li promet a Fantine que després que mori, ell cuidarà de la seva filla. Javert arriba a prendre Valjean en custòdia, però després d'un breu enfrontament, Valjean salta a un riu per escapar. Ell paga als Thénardiers perquè li permetin agafar a Cosette, i promet ser com un pare per a ella. Valjean i Cosette fugen a París. Javert es compromet a portar el pres a Valjean.
Nou anys més tard, el 1832, cada vegada hi ha més pobresa a París. Jean Maximilien Lamarque, l'únic funcionari del govern amb simpatia cap als pobres, està prop de la mort, per la qual cosa un gran grup d'estudiants revolucionaris adolescents, conegut com els Amics de l'ABC, planifiquen una rebel·lió contra la monarquia francesa. Els estudiants són Marius Pontmercy (Eddie Redmayne), Enjolras (Aaron Tveit), Gavroche (Daniel Huttlestone), Courfeyrac (Fee Fra) i Joly (Hugh Skinner).
Marius s'albira per Cosette (Amanda Seyfried), ara una dona jove, i immediatament s'enamora d'ella. Mentrestant, malgrat les preguntes de Cosette, Valjean es nega a parlar del seu passat o de la seva mare. En una botiga de vins, Enjolras organitza un grup d'estudiants idealistes quan es va anunciar la mort de Lamarque.
Mentrestant, Éponine (Samantha Barks), amiga de Marius, el porta fins a Cosette, on els dos professen el seu amor. Lamentant que el seu amor secret per Marius mai serà correspost, Éponine decideix unir-se a la revolució.
Quan una banda liderada pels Thénardier intenta capturar Valjean per demanar rescat a Javert, Eponine crida per advertir-li a Valjean i Cosette; Valjean decideix fugir, sense adonar-se del desig de Cosette per Marius. En sortir, Enjolras envia als parisencs a la revolta, i Marius envia una carta de comiat a Cosette. L'endemà, els estudiants interrompen el festeig fúnebre de Lamarque i comencen la seva revolta. Javert es fa passar per un rebel amb la finalitat d'espiar-los, però Gavroche el reconeix i és capturat. Durant el tiroteig que va seguir, apunten a Marius i Éponine, ara a costa de la seva pròpia vida, es posa al mig. Abans de morir, confessa el seu amor a Marius i després mor en els seus braços. Valjean, intercepta la carta de Marius a Cosette, va a la barricada per protegir a Marius. Li demana a Enjolras que li permeti ser qui executi a Javert. No obstant això, quan els dos estan sols, Valjean allibera Javert, dient-li que fugi mentre dispara la pistola cap a una paret per convèncer els estudiants que l'ha mort.
Amb els parisencs que no es van unir a la revolució, estan decidits a lluitar fins a la mort. Molts moren, però Marius, es salva gràcies a Valjean, que arrossega el seu cos inconscient en els embornals.
Aquí estan els Thénardier, netejant els cadàvers, i roben l'anell de Marius. Valjean escapa dels embornals amb Marius, però s'enfronta a la sortida amb Javert. Valjean demana una hora per portar a Marius a un metge; Javert es nega i amenaça de matar-lo si no es rendeix. Valjean no li fa cas i se'n va amb Marius. Incapaç de conciliar el conflicte entre els seus deures cívics i morals, dues coses que sempre va considerar el mateix, Javert es suïcida saltant al Sena.
Més tard, Marius plora pels seus amics, ja que tots han mort, però Cosette el consola. Valjean li revela el seu passat a Marius, Valjean li diu que ha d'anar-se'n perquè la seva presència posa en perill a Cosette. Marius es sorprèn, i un primer intent de persuadir-lo per quedar-se no funciona, però de mala gana accepta la decisió de Valjean d'anar-se'n, i promet que no li dirà a Cosette la veritat. Marius i Cosette es casen, els Thénardiers arriben a les noces i testifiquen que van veure Valjean portant un cadàver assassinat per ell mateix pels embornals. Thénardier mostra involuntàriament a Marius l'anell que li va robar al suposat cadàver com a "prova". Reconeixent l'anell, Marius s'adona que era Valjean qui li va salvar la vida.
Saben la ubicació de Valjean per Thénardier, i Marius i Cosette surten a buscar-lo. Valjean sent que es morirà en un convent local, percep l'esperit de Fantine per portar-lo al Cel. Cosette i Marius s'apressen a dir-li adéu. Valjean fa la seva confessió a Cosette de la seva vida passada i Valjean, mor, unint-se en el paradís amb el Bisbe, Fantine, Enjolras, Eponine, Gavroche, Courfeyrac, Joly i els altres rebels assassinats en la barricada.

## Repartiment
- Hugh Jackman: Jean Valjean
- Russell Crowe: Inspector Javert
- Anne Hathaway: Fantine
- Amanda Seyfried: Cosette
- Helena Bonham Carter: Madame Thénardier
- Sacha Baron Cohen: Thénardier
- Samantha Barks: Éponine
- Eddie Redmayne: Marius Pontmercy
- Aaron Tveit: Enjolras
- Daniel Huttlestone: Gavroche

## Premis i nominacions
Les Misérables va obtenir un important nombre de premis durant la temporada cinematogràfica 2012-2013. De tots ells, els més destacats són els següents:

### Premis
- 2013: Oscar a la millor actriu secundària per Anne Hathaway
- 2013: Oscar al millor maquillatge per Lisa Westcott i Julie Dartnell
- 2013: Oscar al millor so per Andy Nelson, Mark Paterson i Simon Hayes
- 2013: Globus d'Or a la millor pel·lícula musical o còmica
- 2013: Globus d'Or al millor actor musical o còmic per Hugh Jackman
- 2013: Globus d'Or a la millor actriu secundària per Anne Hathaway
- 2013: BAFTA a la millor actriu secundària per Anne Hathaway
- 2013: BAFTA a la millor direcció artística per Eve Stewart i Anna Lynch-Robinson
- 2013: BAFTA al millor maquillatge i perruqueria per Lisa Westcott i Julie Dartnell
- 2013: BAFTA al millor so per John Warhurst, Jonathan Allen, Lee Walpole, Mark Paterson, Simon Hayes i Andy Nelson

### Nominacions
- 2013: Oscar a la millor pel·lícula
- 2013: Oscar al millor actor per Hugh Jackman
- 2013: Oscar a la millor cançó original per Claude-Michel Schönberg, Herbert Kretzmer i Alain Boublil amb "Suddenly"
- 2013: Oscar a la millor direcció artística per Eve Stewart i Anna Lynch-Robinson
- 2013: Oscar al millor vestuari per Paco delgado
- 2013: Globus d'Or a la millor cançó original per Claude-Michel Schönberg, Alain Boublil i Herbert Kretzmer amb "Suddenly"
- 2013: BAFTA a la millor pel·lícula
- 2013: BAFTA a la millor pel·lícula britànica
- 2013: BAFTA al millor actor per Hugh Jackman
- 2013: BAFTA a la millor fotografia per Danny Cohen
- 2013: BAFTA al millor vestuari per Paco Delgado
- 2014: Grammy a la millor compilació de banda sonora per mitjà visual